# Nadine Rennack
Nadine Rennack, née le 23 août 1984 à Herten en Allemagne, est une actrice allemande.

## Biographie
Nadine Rennack, c'est fait connaître par son rôle de Stella Coretti dans le  soap opera allemand Alles was zählt. 
En 2010, elle tient le rôle principal dans le moyen métrage Lady Pochoir.

## Filmographie
- 2008-2010 : Alles was zählt (série télévisée, 29 épisodes) : Stella Coretti
- 2010 : Lady Pochoir (court métrage) : Yv / Lady Pochoir
- 2012 : Coast Guard (série télévisée) : Diana Pulaski
- 2013 : Inga Lindström (série télévisée) : Lena Moderson